# ZIP код
ZIP кодът е наименованието на пощенски код, който се използва от Пощенската служба на САЩ от началото на 1960-те години. Изразът е акроним от Zone Improvement Plan code (План за подобрение на зоните). ZIP се изписва винаги с главни букви. Основният ZIP код е петцифрен, например 12345. От 1983 г. е въведен разширен ZIP код, ZIP+4 във формат ХХХХХ-ХХХХ, който се състои от девет цифри (основният ZIP код, тире, останалите четири), като последните четири цифри позволяват пратките да бъдат упътени по-точно и бързо до получателя. Пълният деветцифрен код не е задължителен – повечето физически лица дори не го знаят и обикновено ползват петцифрения основен код. Деветцифреният разширен код се използва предимно от организации, компании и правителствени органи и обикновено е компютърно генериран на етикета на писмото или пратката. Фирми и организации с голям обем изходяща поща могат да кандидатстват за намаление на пощенските такси, ако въведат определени стандарти за автоматизация на пратките, вкл. пълния деветцифрен ZIP код и пощенски баркод.
В допълнение към ZIP кодовете в САЩ всеки щат има и пощенски индекс (също наричан пощенски код, Postal code). Например за Калифорния е CA (от California), а за щата Ню Йорк – NY.
Примерен адрес на Фондация Уикимедия, където FL e пощенският индекс на щата Флорида, а 33701 е основният петцифрен ZIP код:
Wikimedia Foundation Inc.
200 2nd Ave. South #358
St. Petersburg, FL 33701